# Malu cu Flori
Malu cu Flori est une commune du județ de Dâmbovița en Roumanie.